# Håkan Loob
Temple de la renommée de l'IIHF : 1998
Temple de la renommée suédois : 2012
Håkan Loob (né le 3 juillet 1960 à Visby en Suède) est un ancien joueur de hockey sur glace professionnel qui a joué dans le championnat de Suède de hockey sur glace (Elitserien) et dans la Ligue nationale de hockey. Il est le frère du joueur de hockey professionnel Peter Loob.

## Carrière en club
Loob signe son premier contrat professionnel sous les couleurs de Färjestads BK de l'Elitserien pour la saison 1981-1982 alors qu'il avait été repêché par les Flames de Calgary de la LNH au cours du repêchage de 1980 en neuvième ronde (180e choix).
Avec l'équipe de Färjestads BK, il avait gagné le championnat au cours de la saison 1980-1981.
Il jouera en tant qu'ailier pour les Flames de 1983 à 1989. Au cours de cette saison, il remporte avec les Flames la Coupe Stanley puis décide de revenir jouer dans son pays.
Il devient la vedette de sa première équipe professionnelle, Färjestads BK à Karlstad, et y reste jusqu'à la fin de la saison 1995-1996.

## Carrière internationale
Loob a remporté avec l'équipe nationale suédoise la médaille d'or lors du tournoi olympique de 1994 à Lillehammer (Norvège) et lors des championnats du monde de 1987 et 1991.

## Statistiques
| Saison             | Équipe             | Ligue              |     | Saison régulière | Saison régulière | Saison régulière | Saison régulière | Saison régulière |    | Séries éliminatoires | Séries éliminatoires | Séries éliminatoires | Séries éliminatoires | Séries éliminatoires |
| Saison             | Équipe             | Ligue              | PJ  | B                | A                | Pts              | Pun              | PJ               | B  | A                    | Pts                  | Pun                  |                      |                      |
| 1975-1976          | IK Graip           | Division 2         | 12  | 2                |                  | 2                |                  | -                | -  | -                    | -                    | -                    |                      |                      |
| 1976-1977          | Roma IF            | Division 2         | 20  | 19               | 12               | 31               |                  | -                | -  | -                    | -                    | -                    |                      |                      |
| 1977-1978          | Karlskrona IK      | Division 1         | 25  | 15               | 4                | 19               | 37               | 5                | 2  | 3                    | 5                    | 0                    |                      |                      |
| 1978-1979          | Karlskrona IK      | Division 1         | 23  | 23               | 9                | 32               | 8                | -                | -  | -                    | -                    | -                    |                      |                      |
| 1979-1980          | Färjestad          | Elitserien         | 36  | 15               | 4                | 19               | 20               | -                | -  | -                    | -                    | -                    |                      |                      |
| 1980-1981          | Färjestad          | Elitserien         | 36  | 23               | 6                | 29               | 14               | 7                | 5  | 3                    | 8                    | 6                    |                      |                      |
| 1981-1982          | Färjestad          | Elitserien         | 36  | 26               | 15               | 41               | 28               | 2                | 1  | 0                    | 1                    | 0                    |                      |                      |
| 1983-1984          | Flames de Calgary  | LNH                | 77  | 30               | 25               | 55               | 22               | 11               | 2  | 3                    | 5                    | 2                    |                      |                      |
| 1984-1985          | Flames de Calgary  | LNH                | 78  | 37               | 35               | 72               | 14               | 4                | 3  | 3                    | 6                    | 0                    |                      |                      |
| 1985-1986          | Flames de Calgary  | LNH                | 68  | 31               | 36               | 67               | 36               | 22               | 4  | 10                   | 14                   | 6                    |                      |                      |
| 1986-1987          | Flames de Calgary  | LNH                | 68  | 18               | 26               | 44               | 26               | 5                | 1  | 2                    | 3                    | 0                    |                      |                      |
| 1987-1988          | Flames de Calgary  | LNH                | 80  | 50               | 56               | 106              | 47               | 9                | 8  | 1                    | 9                    | 4                    |                      |                      |
| 1988-1989          | Flames de Calgary  | LNH                | 79  | 27               | 58               | 85               | 44               | 22               | 8  | 9                    | 17                   | 4                    |                      |                      |
| 1989-1990          | Färjestad          | Elitserien         | 40  | 22               | 31               | 53               | 24               | 10               | 9  | 5                    | 14                   | 2                    |                      |                      |
| 1990-1991          | Färjestad          | Elitserien         | 40  | 33               | 25               | 58               | 16               | 8                | 6  | 4                    | 10                   | 8                    |                      |                      |
| 1991-1992          | Färjestad          | Elitserien         | 40  | 37               | 29               | 66               | 14               | 6                | 2  | 2                    | 4                    | 2                    |                      |                      |
| 1992-1993          | Färjestad          | Elitserien         | 40  | 25               | 26               | 51               | 28               | 3                | 4  | 1                    | 5                    | 0                    |                      |                      |
| 1993-1994          | Färjestad          | Elitserien         | 22  | 9                | 11               | 20               | 12               | 3                | 3  | 4                    | 7                    | 6                    |                      |                      |
| 1994-1995          | Färjestad          | Elitserien         | 40  | 14               | 24               | 38               | 70               | 4                | 2  | 0                    | 2                    | 2                    |                      |                      |
| 1995-1996          | Färjestad          | Elitserien         | 40  | 17               | 32               | 49               | 37               | 8                | 4  | 4                    | 8                    | 2                    |                      |                      |
| Totaux Eliteserien | Totaux Eliteserien | Totaux Eliteserien | 406 | 263              | 237              | 500              | 290              | 56               | 43 | 23                   | 66                   | 28                   |                      |                      |
| Totaux LNH         | Totaux LNH         | Totaux LNH         | 450 | 193              | 236              | 429              | 189              | 73               | 26 | 28                   | 54                   | 16                   |                      |                      |

| Année | Compétition  |    | PJ | B | A  | Pts | Pun                |  | Résultat |
| 1978  | CE Jr.       | 5  | 3  | 1 | 4  | 2   | Médaille de bronze |  |          |
| 1979  | CM Jr.       | 6  | 0  | 2 | 2  | 0   | Médaille de bronze |  |          |
| 1980  | CM Jr.       | 5  | 7  | 2 | 9  | 2   | Médaille d’or      |  |          |
| 1982  | CM           | 8  | 3  | 1 | 4  | 6   | 4e place           |  |          |
| 1984  | Coupe Canada | 8  | 6  | 4 | 10 | 2   | Médaille d’argent  |  |          |
| 1987  | CM           | 8  | 5  | 4 | 9  | 4   | Médaille d’or      |  |          |
| 1990  | CM           | 10 | 4  | 7 | 11 | 10  | Médaille d’argent  |  |          |
| 1991  | CM           | 10 | 2  | 7 | 9  | 6   | Médaille d’or      |  |          |
| 1992  | JO           | 8  | 4  | 4 | 8  | 0   | 5e place           |  |          |
| 1994  | JO           | 8  | 4  | 5 | 9  | 2   | Médaille d’or      |  |          |

## Divers
Loob est actuellement le directeur général de son club de toujours, Färjestad, et la ligue suédoise de hockey a introduit un trophée à son nom afin de récompenser le meilleur buteur de la saison.
Il fait partie du club très fermé des joueurs ayant remporté à la fois les Jeux olympiques, les championnats du monde et la coupe Stanley.
Il détient actuellement le record du plus grand nombre de points en saison de l'Elitserien avec 76 points récoltés en 1982-1983. Il est également le seul joueur d'origine suédoise qui a marqué plus de 50 buts en une saison dans la LNH.
En 1983, il reçut le Guldpucken, récompense pour le meilleur joueur suédois de la saison. Il reçut aussi deux fois le Casque d'or de meilleur joueur de l'Elitserien, en 1991 et 1992., et fut quatre fois meilleur compteur de l'Elitserien (1983, 1991, 1992 et 1993).